# Anni Holdmann
Anni Holdmann-Wirth, nemška atletinja, * 28. januar 1900, Hamburg, Nemško cesarstvo, † 2. november 1960.
Nastopila je na poletnih olimpijskih igrah leta 1928 ter osvojila bronasto medaljo v štafeti 4x100 m, v teku na 100 m se je uvrstila v polfinale. 